# قوبيون خادع
قوبيون خادع (الاسم العلمي: Gobius fallax) (بالإنجليزية: Sarato's goby )‏ هو نوع من الأسماك يتبع جنس القوبيون من الفصيلة القوبيونية.